# Hans Staden

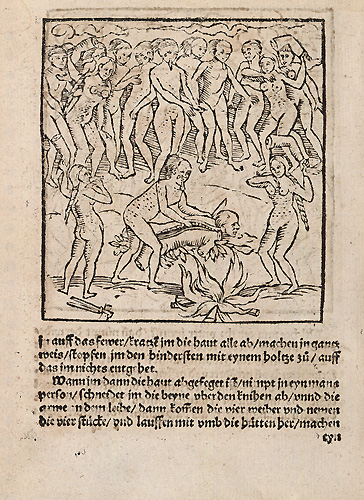
Grabado original de la Warhaftige Historia

Hans Staden (1525-1579) fue un soldado y marinero alemán.
En su famoso relato cuenta las penurias que padeció al ser secuestrado por los indígenas tupinambás en Brasil.

## Biografía
A sus 22 años, en 1547, Staden se embarcó hacia Brasil, y en 1549 realizó un segundo viaje, llegando a San Vicente, una de las dos capitanías existentes en esa colonia.
Era siempre contratado como artillero. Fue defendiendo el Fuerte San Felipe cuando los Tupinambá lo capturaron. Convivió con los indios durante 9 meses y medio, y luego el navío francés “Catherine de Vetteville” lo llevó de vuelta a Alemania.

### Primer Viaje
Para su primer viaje Staden se dirigió a Portugal donde se enlistó en un barco que se dirigía a la Capitanía de Pernambuco. El buque tenía varios objetivos como recoger el palo-brasil (flor muy codiciada para hacer tintes), combatir a cualquier navío francés que quisiera comerciar con los nativos, como también llevar colonos.
El barco llega a las costas del Brasil el 28 de enero de 1548. El gobernador de Pernambuco, Duarte Da Costa se enfrentaba a una rebelión de indígenas y pidió ayuda al capitán del barco. Staden junto con sus compañeros fueron hasta Iguarazú defendida con unos 120 hombres a los que se unieron unos cuarenta miembros de la tripulación. Se enfrentaron a unos 8000 indígenas que realizaron un cerco al poblado. A pesar de la falta de provisiones por el cerco y a la diferencia numérica, los europeos lograron vencer y controlar la rebelión.
Unos meses más tarde el barco de Staden se enfrenta a un buque francés, para luego retornar a Portugal en donde atracan el 8 de octubre.

### Segundo Viaje
En 1549, Staden se dirigió a Sevilla, España, y se enlistó un barco que partía rumbo al Río de la Plata. El navío terminó naufragando en las costas del actual estado brasilero de Santa Catarina. Los náufragos recorrieron la región durante dos años hasta que decidieron dirigirse hasta la ciudad de Asunción en la actual Paraguay. El grupo se dividió en dos: uno iría por tierra y el otro en embarcaciones a través de los ríos. Staden se unió al segundo grupo que partió por mar hacia la ciudad de San Vicente, con el objetivo de rentar allí un navío que le permitiese llegar hasta Asunción. La nave en que viajaba naufragó en las proximidades de Itanhaém, los ocupantes llegaron a la playa y lograr llegar caminando hasta San Vicente. Allí Staden es contratado como artillero por los colonos portugueses para defender el fuerte de San Felipe de Bertioaga que se encontraba en las proximidades del poblado. 
Días después cuando Staden se encontraba en una expedición de caza, fue hecho prisionero por los indios de la tribu tupinambá, los que lo llevan a la villa de Ubatuba. Staden asegura que los indígenas tenían la clara intención de devorarlo en la siguiente festividad. También nos afirma que logró una gran amistad con un jefe local, a quien curó de una enfermedad; esto ayudó a que los miembros de la tribu le perdonaran la vida. Los portugueses trataron varias veces de pagar un rescate, pero los indios no lo aceptaron.
Finalmente logró escapar en el barco francés Catherine de Vatteville, después de 9 meses de cautiverio. Llega a las costas de Normandía en Francia el 22 de enero de 1555 y de ahí directamente parte a su ciudad natal.

## Su relato autobiografíco

### Datos del libro
A su regreso a Alemania, Hans Staden escribió un libro cuyo título es Warhaftige Historie und beschreibung eyner landtschafft der Wilnen Nacketen Grimmigen Menschfresser Leuthen in der Newenwelt America (Verdadera historia y descripción de un país de salvajes desnudos que devoran hombres en la América del Nuevo Mundo. Fue editado en 1557 en Marburg. En castellano fue traducido como Verdadera historia y descripción de un país de salvajes desnudos, feroces y caníbales, situado en el Nuevo Mundo, América.
El libro está dividido en dos partes:
La primera relata la experiencia de cautiverio a la cual estuvo sometido por los indios tupinambás en Brasil, en aquel entonces, colonia portuguesa. La segunda, es una especie de “tratado” donde describe aspectos característicos de aquella tribu.
Según precisaba el propio Staden, el objetivo principal de su obra era el de agradecer y loar a Dios por haberle guardado la vida. Sin embargo, destaca el aspecto morboso del canibalismo y la brutalidad de los nativos, aspecto que suscitaba extrema curiosidad en los europeos que conocían las tierras lejanas solo por libros.
La obra fue un éxito de ventas, y las compañías editoriales de su época publicaron distintas versiones, todas con su firma. Se quitaron o agregaron detalles a fin de despertar la curiosidad.

### Importancia de la obra
Describe las características naturales de la tierra y las costumbres de los indígenas que en ellas habitaban, y es el primer estudio importante sobre la América portuguesa.
Es uno de los primeros relatos europeos que dan cuenta del canibalismo en el Nuevo Mundo.
Tuvo un impacto social en la población de entonces, muy proclive a las historias asombrosas sobre otras tierras. Grabados, donde se exageraba y se reinterpretaba las vivencias de Staden, fueron adornando los volúmenes (como los del artista francés Jean-Baptiste Debret y Theodore de Bry) cambiando así la visión de América como un "paraíso terrenal".